# NHL Hockey 94
NHL Hockey 94 (aussi appelé NHL '94) est un jeu vidéo de hockey sur glace sorti en 1993 sur Mega Drive. Le jeu a été développé par EA Sports et édité par Electronic Arts. Le jeu contient les licences officielles de la ligue nationale de hockey. 
NHL'94 est classé en 2003 par IGN en position 16 parmi les 100 meilleurs jeux de tous les temps et a été nommé meilleur jeu de sport de tous les temps par le site Boston.com ainsi que plusieurs autres sites de jeux vidéo.

## Système de jeu

### Généralités
Comme les versions précédentes -- NHL Hockey et NHLPA Hockey '93 -- NHL '94 tente de fournir aux joueurs l'expérience la plus réaliste du hockey, le jeu est donc axé plus "simulation" que "arcade". Le jeu conserve la vue du dessus caractéristique aux premières versions console qui a fait son succès. Le jeu conserve également le moteur de jeu de la version de NHL'93, modèle qui sera par la suite abandonné pour la version NHL'95, choix vivement critiqué par les joueurs.

### Modes de jeu
- Exhibition Game: match d'exhibition
- Stanley Cup Playoffs: élimination sur 1 match
- Stanley Cup Playoffs: élimination direct au meilleur des 7 matchs
- Shootout Mini-Game: série de tirs au but

## Accueil
- Electronic Gaming Monthly : 33/40 (MD)[3]
- GamePro : 5/5 (SNES)[4]